# 볼 스크류

볼 스크류(Ball screw)는 회전운동을 직선운동으로 바꿀 때 사용되어, 그 구성은 수나사와 암나사 사이에 강구를 넣어 구를 수 있는 나사에 2회 반 또는 3회 반정도로 돌았다.

## 같이 보기
- 톱니바퀴
- 리니어 액추에이터